# Малая Тозьма
Малая Тозьма — река в России, протекает в Вологодской области, в Великоустюгском районе. Длина реки составляет 10 км. Малая Тозьма сливаясь с Большой Тозьмой образует короткую реку Верхняя Тозьма, которая через 2 км впадает в Сухону.
Исток реки в болотах в 14 км к юго-западу от посёлка Полдарса (центра Опокского сельского поселения). Течёт по ненаселённому лесу на север.

## Данные водного реестра
По данным государственного водного реестра России относится к Двинско-Печорскому бассейновому округу, водохозяйственный участок реки — Северная Двина от начала реки до впадения реки Вычегда, без рек Юг и Сухона (от истока до Кубенского гидроузла), речной подбассейн реки — Сухона. Речной бассейн реки — Северная Двина.
По данным геоинформационной системы водохозяйственного районирования территории РФ, подготовленной Федеральным агентством водных ресурсов:
- Код водного объекта в государственном водном реестре — 03020100312103000009494
- Код по гидрологической изученности (ГИ) — 103000949
- Код бассейна — 03.02.01.003
- Номер тома по ГИ — 03
- Выпуск по ГИ — 0